# Cristian Pavón
Cristian David Pavón, argentinski nogometaš, * 21. januar 1996, Anisacate, Argentina.
Trenutno je član brazilskega kluba Atlético Mineiro, pred tem je igral za Talleres, Boca Juniors, Colón in LA Galaxy.
Z argentinsko reprezentanco je nastopil na Poletnih olimpijskih igrah 2016 in Svetovnem prvenstvu v nogometu 2018.